# Idegzsába
Az idegzsába (neuralgia) rohamok alakjában fellépő heves fájdalom, amely valamely érzőideg lefutása mentén jelentkezik. Az ilyen ideget megnyomva élénk fájdalom jelentkezik.

## Leírása
Előfordulhat minden korban, de főleg középkorú egyéneken. A serdülés, a terhesség, a gyermekágy és a menzesz kimaradása olyan időszakok, amelyek zsábákra rendkívül hajlamosíthatnak. Legfontosabb okok közül a stressz, kimerítő betegségek, vérszegénység, fertőző betegségek (tífusz, influenza stb.), mérgezések (alkohol, arzén, ólom stb.), külső sérülések, s főleg a meghűlés említendők. A fájdalomroham néhány percig, olykor néhány óráig is tarthat; nem folytonos, hanem lökésszerűen jön, szúró, szaggató, fúró jelleggel. A rohamot könnyezés, nyáladzás, helyi izzadás, elsápadás vagy kipirulás, helyi püffedés, sőt hólyagos bőrkiütés kísérheti. Jellemzők a zsábákra a nyomási pontok, azaz a megbetegedett idegre gyakorolt nyomás egyes körülírt helyeken igen élénk fájdalmat kelt. A baj huzamos fennállása a közérzet zavaraihoz vezet. Az idegzsába természetét illetőleg azt tartjuk, hogy ez az idegnek finomabb táplálkozási zavara, anatómiai elváltozások nélkül. A betegség friss esetekben aránylag jó, míg idült esetekben igen rossz arányban gyógyítható.

## Kezelése
Elsősorban javasolt a testmozgás, illetve az adott testterület vérrel való ellátása (intenzív mozgás, illetve masszírozás). Az étrend változatossá tétele is nagyon fontos az idegzsába elkerüléséhez. A túlzott alkoholfogyasztást, a fűszeres étrendet és a túlságosan húsos étrendet el kell kerülni. Friss zsábák esetén az izzasztás javasolt. Maláriás zsábáknál a kinin is használ, általában pedig arzén adható, vérszegénységnél pedig vasas készítmények adagolandók. Fémmérgezéseknél izzasztó fürdőt kell venni. Ezenkívül a fájdalomcsillapító kenőcsök is hatásosak. Meg kell említeni még a gyógyfürdők jótékony hatását is. 
Népies nevei: isiász, hexensussz (a. m. „boszorkányszúrás”).

## Forrás
A Pallas nagy lexikona